# Босикур
Босикур (фр. Boussicourt) насеље је и општина у североисточној Француској у региону Пикардија, у департману Сома која припада префектури Мондидје.
По подацима из 2011. године у општини је живело 80 становника, а густина насељености је износила 24,1 становника/km². Општина се простире на површини од 3,32 km². Налази се на средњој надморској висини од 90 метара (максималној 108 m, а минималној 44 m).

## Демографија
| 1962. | 1968. | 1975. | 1982. | 1990. | 1999. | 2011. |
| ----- | ----- | ----- | ----- | ----- | ----- | ----- |
| 41    | 54    | 52    | 57    | 54    | 53    | 80    |

График промене броја становника у току последњих година